# 1233 en santé et médecine
| Années de la santé et de la médecine : 1230 - 1231 - 1232 - 1233 - 1234 - 1235 - 1236    |
| Décennies de la santé et de la médecine : 1200 - 1210 - 1220 - 1230 - 1240 - 1250 - 1260 |

Cet article présente les faits marquants de l'année 1233 en santé et médecine.

## Événements

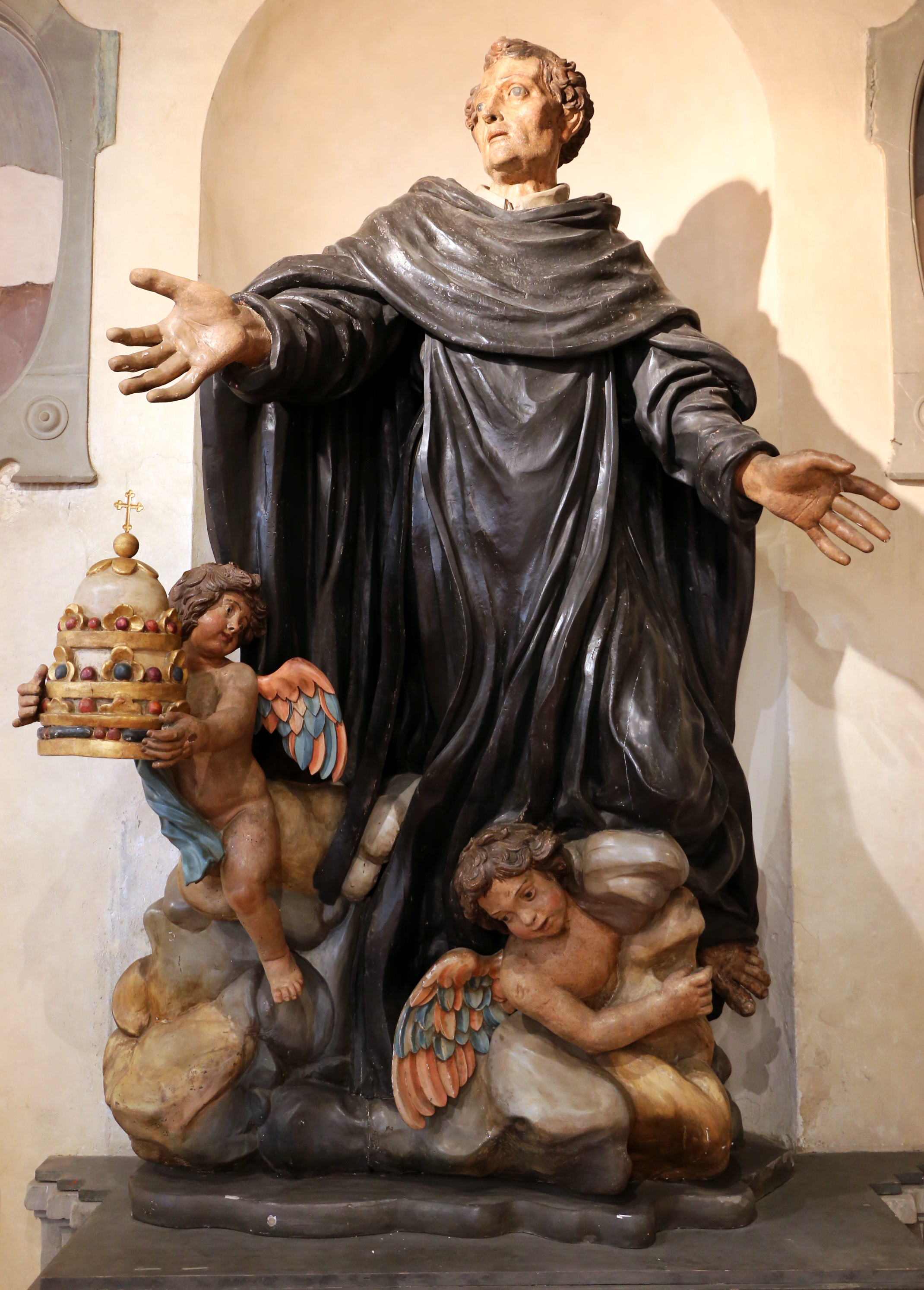
par Luca Boncinelli
Florence, 1671

- Mars : première mention de la maladrerie Saint-Lazare de La Ferté-Nabert, devenue hôtel-Dieu, et réunie au XVIIe siècle à l'hôpital général d'Orléans[1],[2].
- Les échevins de Lille « décident que seuls les  bourgeois et leurs enfants pourront être soignés à la maison des ladres bourgeois, maladrerie urbaine située hors les murs, près de la porte des Malades[3] ».
- Jeanne de Constantinople, comtesse de Flandre, fonde l'hôpital Saint-Sauveur de Lille[4].
- Fondation à Oxford en Angleterre, par le roi Henri III, à l'emplacement d'un ancien hôpital Saint-Jean, de l'hôpital Saint-Jean-Baptiste sur le site duquel, en 1457, William Waynflete fera construire le Magdalen College[5].
- Fondation de la maladrerie de Thuin, dans la principauté de Liège[6].
- Le prieuré de Saint-Mayme est rattaché à l'hôpital du Pas de Rodez[7].
- Le plus ancien hospice de Toulouse, fondé pour les pauvres par le comte Raymond VII entre 1071 et 1080, est affecté à l'accueil « d'étudiants et d'autres pauvres », étape vers sa transformation, au XIIIe ou XIVe siècle, en un collège Saint-Raymond dont le bâtiment est aujourd'hui occupé par le musée d'archéologie de la ville[8].

## Naissances
- 15 août : Philippe Benizi (mort en 1285), médecin italien, ministre général de l'ordre des Serfs de la Vierge[9].
- Ibn al-Quff (en) (mort en 1286), médecin et chirurgien arabe, auteur du premier traité de langue arabe exclusivement consacré à la chirurgie[10].

## Décès
- Raḍi ad-Din ar-Raḥbi (né à une date inconnue), médecin et professeur de médecine à Damas, en Syrie[11].